# Eleonora Sekrecka

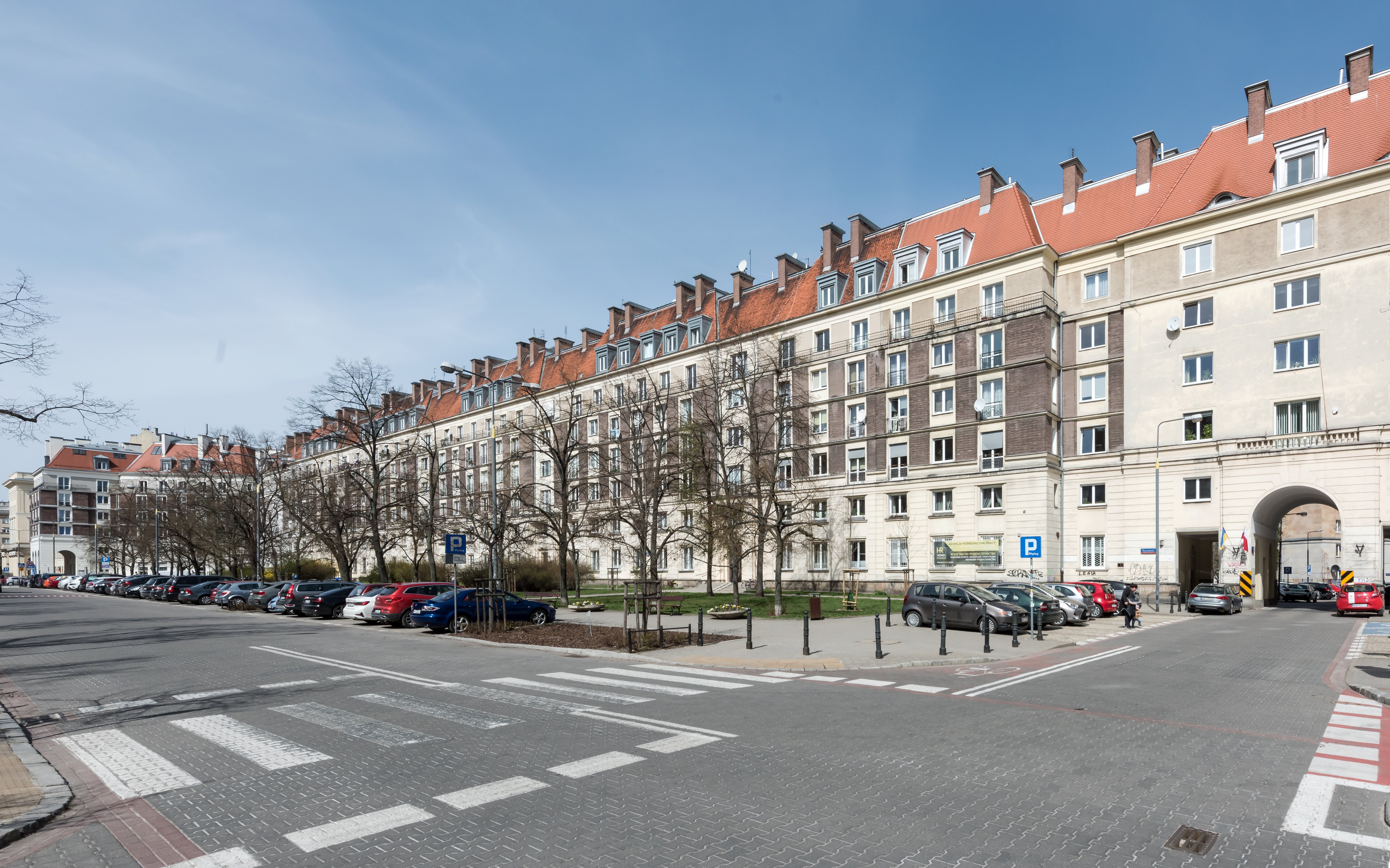
Osiedle Latawiec w Warszawie

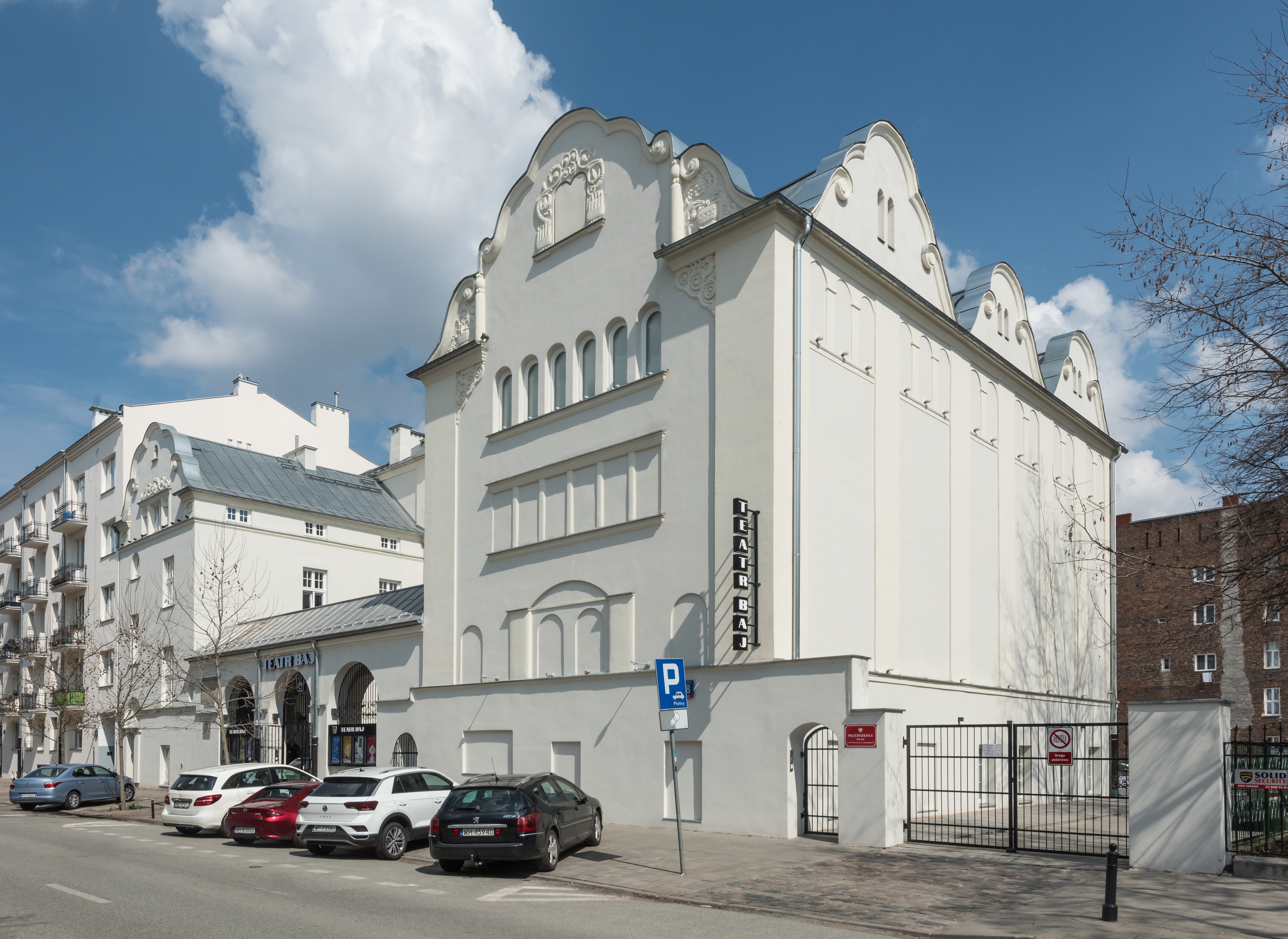
Gmach Wychowawczy Warszawskiej Gminy Starozakonnych

Eleonora Sekrecka (właśc. Hopfenstrand), z domu Szach (ur. 6 października 1902 w Warszawie, zm. 22 grudnia 1997 tamże) – polska architekt.

## Życiorys
Była absolwentką Wydziału Architektury Politechniki Warszawskiej (1932). Członek SARP Oddział Warszawa (od 1934).
Po wejściu wojsk radzieckich i polskich do Warszawy 17 stycznia 1945 wraz z pozostałymi członkami Grupy Operacyjnej „Warszawa” (Bohdanem Lachertem, Julianem Putermanem-Sadłowskim) pod kierownictwem Józefa Sigalina wyruszyła do Warszawy z Lublina by ocenić zniszczenia wojenne. Ich raport z oględzin miał posłużyć rządowi do oceny, czy stolica Polski ma pozostać w Warszawie. Kierowała Działem Budowlano-Technicznym Centralnego Komitetu Żydów Polskich. Była również kierowniczką sekretariatu Biura Planowania Rozwoju przy Radzie Ministrów.
W marcu i kwietniu 1953 roku wzięła udział w Pierwszej Powszechnej Wystawie Architektury Polski Ludowej, która była przeglądem realizacji architektonicznych z lat 1945-1952.
Po zbudowaniu Osiedla Latawiec wzorowanego na paryskim placu Wogezów została odsunięta od projektowania za sprzeniewierzenie się socrealistycznej stylistyce.
Pochowana na cmentarzu wojskowym na Powązkach w Warszawie (kwatera A29-3-13).

### Ważniejsze projekty
- osiedle Latawiec Marszałkowskiej Dzielnicy Mieszkaniowej (1953-57) w Warszawie[11],
- przebudowa gmachu Wychowawczego Warszawskiej Gminy Starozakonnych przy ul. Jagiellońskiej 28 w Warszawie na potrzeby Teatru Żydowskiego im. Ester Rachel Kamińskiej[12] (siedziba lalkowego Teatru Baj),
- budynek mieszkalny w Warszawie przy ul. Marszałkowskiej 78/80 (róg ul. Wspólnej, w którym mieścił się Węgierski Instytut Kultury[13]) budowany w latach 1964-1972. Projekt przewidywał 16 pięter. Ostatecznie zbudowano tylko 11,
- osiedle Dolna-Belwederska w Warszawie (z Kazimierzem Goławskim, 1965–1967)[14].

## Odznaczenia
- Odznaka „Przodownik Pracy” przez Centralny Zarząd Biur Projektowych Budownictwa Miejskiego[15].
- Krzyż Kawalerski Orderu Odrodzenia Polski (1974)[4]
- Srebrna Odznaka SARP (1958)[4]
- Odznaka „Milionera” (1974)[4]